# Juan Luis González Alcántara Carrancá
Juan Luis González Alcántara Carrancá (Ciudad de México, 19 de agosto de 1949) es un jurista, funcionario y académico mexicano. Desde el 20 de diciembre de 2018 es ministro de la Suprema Corte de Justicia de la Nación. También se ha desempeñado como presidente del Tribunal Superior de Justicia del Distrito Federal entre 2000 y 2004.

## Estudios
Juan Luis González Alcántara es licenciado en Derecho, especialista en Finanzas Públicas y Doctor en Derecho por la Universidad Nacional Autónoma de México, tiene además el grado de magistri in artibus por la Escuela de Derecho y Diplomacia Fletcher de la Universidad Tufts y máster en Derecho Civil y Familiar por la Universidad Autónoma de Barcelona.
Es catedrático de la Facultad de Derecho de la Universidad Nacional Autónoma de México y del departamento de Derecho de la Universidad Autónoma Metropolitana Unidad Azcapotzalco y profesor invitado en diversas universidades e instituciones del país.

## Trayectoria
Fue Jefe del Departamento de Ciencias Jurídicas de la Facultad de Estudios Superiores Acatlán de la UNAM, Director de la Escuela de Derecho de la Universidad Anáhuac, entre otros cargos en la UNAM y en la Secretaría de Relaciones Exteriores.
En el Poder Judicial del Distrito Federal fue director de Anales de Jurisprudencia y del Boletín Judicial, Magistrado supernumerario, Magistrado numerario de la Tercera Sala Civil y de 2000 a 2003 Presidente del Tribunal Superior de Justicia del Distrito Federal. Posteriormente ocupó el cargo de Magistrado de la Cuarta Sala Familiar.
El 6 de diciembre de 2018 el presidente Andrés Manuel López Obrador, nominó a Carrancá ante el Senado de la República para ocupar el cargo de Ministro de la Suprema Corte de Justicia de la Nación, en una terna en la que además se encontraban Celia Maya García y Loretta Ortiz Ahlf. Carrancá fue elegido para el cargo por el Senado el 20 de diciembre del mismo año. El 2 de enero de 2019, al incorporarse al Pleno de la Corte, fue elegido Presidente de la Primera Sala.